# ザッコ
株式会社ザッコ（ZACCO CO.,LTD.）は、東京都渋谷区に所在していた日本の芸能事務所。2007年設立。
大杉漣ら3名の俳優とスタッフ3名で業務をスタートし、その後スタッフや所属俳優が「一緒に仕事をしたいと思える人」に声をかける形でメンバーを増やしていった。代表取締役の大杉弘美は大杉漣の妻。所属俳優は演劇出身者が多く、映像を中心にテレビドラマ、映画、CM、ナレーション、舞台などで活躍している。
社名には「雑魚のように、逞しく泳ぎたいと願う表現者の集団」という意味が込められている。
2018年11月30日を以て解散した。最後まで所属していた俳優の内数名は、ザッコのマネージャーだった近藤麗が新規に設立した芸能事務所・空（くう）に移籍した。
解散後も法人格は存続しており、2020年3月17日にて社名を「株式会社TOEKICK12」に変更。大杉漣のWebサイト「大杉漣記念館 ohsugi ren official archive」の運営および肖像権等の管理を行っている。

## 解散時点の所属者
☆はのちに空（くう）へ移籍した人物。

### 俳優
- 古舘寛治 ☆
- 信太昌之 ☆
- 平原テツ ☆
- 西原誠吾 ☆
- 滝沢涼子
- 梅舟惟永 ☆
- 野村修一
- 足立智充 ☆
- 大塚ヒロタ
- 潟山セイキ
- 谷口恵太
- 小林千里
- 信川清順
- 松山愛里
- 細野今日子
- 渡邊真帆

### 写真家
- 大杉隼平

### 監督・脚本家
- 佐向大

## 過去の所属者
- 大地泰仁
- あらい汎
- 重野滉人
- 呉城久美
- 黒田大輔 ☆
- 大杉漣(在籍中に死去)

## 過去の関係者
- 近藤麗（大杉の死去時の事務所マネージャー。空の社長）
- 青野美樹（大杉の死去時の事務所デスク。現：「大杉漣記念館 ohsugi ren official archive」企画制作・管理人）